# Wilhelm Katz
Wilhelm Ludwig Katz (* 14. Oktober 1841 zu Karlsruhe; † 1. Mai 1921 zu Baden-Baden) war badischer und preußischer Offizier und zuletzt Oberst.

## Leben

### Herkunft
Wilhelm Ludwig Katz war der Sohn des großherzoglich badischen Hauptmanns Gustav Adolf Katz (* 31. Januar 1807 in Mannheim; † 3. August 1844 in Karlsruhe), seine Mutter war Karoline Christine Luise Weiß (1813–1876).

### Militärkarriere
Nachdem Wilhelm Katz das Kadettenkorps absolviert hatte, begann seine militärische Laufbahn am 25. April 1859 als Portepee-Fähnrich im badischen 1. Leib-Grenadier-Regiment. Bereits kurze Zeit später, am 19. Juni 1859, wurde er zum Leutnant befördert. Während der Teilnahme beim Kriege gegen Preußen 1866, wurde Katz am 20. Juni 1866 zum Oberleutnant ernannt. Vom 10. Oktober 1866 bis zum 30. Mai 1868 als Aufsichts-Offizier beim Kadettenkorps, wurde Katz am 1. Oktober 1868 in das badische 4. Infanterie-Regiment Prinz Wilhelm versetzt. Anschließend als Adjutant im Landwehr-Bezirk Rastatt war er vom 22. Mai 1869 bis 10. Februar 1870 beim Besatzungs-Regiment Rastatt tätig. Am 18. Juli 1870 wurde Katz Kompanieführer im badischen 5. Infanterie-Regiment und danach abkommandiert zum 5. Landwehr-Bataillon.
Zum Hauptmann am 19. Februar 1871 befördert, kehrt er wieder am 15. Juli 1871 zum 5. badischen Infanterie-Regiment Nr. 113 zurück.
Nach dem Krieg - jetzt in königlich preußischen Diensten - wird Katz am 7. April 1874 zum 5. westfälischen Infanterie-Regiment Nr. 53 versetzt.
Am 14. April 1883 wird er zum Major ernannt und übernahm am 24. Juni 1885 das Kommando über das I. Bataillon im 1. Nassauischen Infanterie-Regiment Nr. 87.
Erneute Versetzung diesmal zum Stab des 2. Unter-Elsässisches Infanterie-Regiment Nr. 137 am 17. Juni 1891 mit gleichzeitiger Beförderung zum Oberstleutnant.
Am 19. September 1891 wird Katz mit der Führung des Infanterie-Regiment Nr. 145 beauftragt und am 18. Oktober 1891 zum Oberst und Kommandeur dieses Regiments ernannt.
Mit der Erlaubnis zum Tragen der Regiments-Uniform wurde Wilhelm Ludwig Katz der Abschied am 20. Mai 1893 bewilligt.